# Омід Аболхассані
Омід Аболхассані (перс. امید ابوالحسنی; нар. 20 вересня 1988, Тегеран, Іран) — іранський футболіст, нападник.

## Життєпис
Народився в Тегерані. Вихованець клубу «Зоб Ахан», у молодіжній команді якого він виступав протягом 2005-2008 років. У сезоні 2007/08 років потрапив до заявки головної команди на участь в Іранській Про Лізі, але на поле жодного разу в складі «Зоб Ахану» так і не вийшов. На дорослому рівні фактично дебютував у 2008 році у складі клубу ПАС, кольори якого захищав до 2010 року. За цей час у складі ПАСу зіграв 39 матчів національного чемпіонату, в яких відзначився 4-ма голами. У 2010 році повернувся до рідного клубу, проте був гравцем глибокого резерву й до 2012 року зіграв лише в 8-ми матчах чемпіонату.
З 2012 по 2016 роки захищав кольори нижчолігових іранських клубів «Шахін» (Б), «Альбадр» та «Гіті Пасанд».

## Клубна статистика
| Клубні виступи    | Клубні виступи    | Клубні виступи        | Ліга  | Ліга | Кубок       | Кубок       | Континентальні | Континентальні | Загалом | Загалом |
| Сезон             | Клуб              | Ліга                  | Матчі | Голи | Матчі       | Голи        | Матчі          | Голи           | Матчі   | Голи    |
| Іран              | Іран              | Іран                  | Ліга  | Ліга | Кубок Хазфі | Кубок Хазфі | Азія           | Азія           | Загалом | Загалом |
| ----------------- | ----------------- | --------------------- | ----- | ---- | ----------- | ----------- | -------------- | -------------- | ------- | ------- |
| 2008–09           | ПАС               | Кубок Перської Затоки | 23    | 3    | 1           | 0           | -              | -              | 24      | 3       |
| 2009–10           | ПАС               | Кубок Перської Затоки | 16    | 1    |             | 0           | -              | -              |         | 1       |
| 2010–11           | Зоб Ахан          | Кубок Перської Затоки | 4     | 0    | 0           | 0           | 3              | 0              | 7       | 0       |
| 2011–12           | Зоб Ахан          | Кубок Перської Затоки | 1     | 0    | 0           | 0           | 0              | 0              | 1       | 0       |
| Загалом           | Іран              | Іран                  | 44    | 4    |             | 0           | 3              | 0              |         | 4       |
| Усього за кар'єру | Усього за кар'єру | Усього за кар'єру     | 44    | 4    |             | 0           | 3              | 0              |         | 4       |

- Гольові передачі

| Сезон | Команда  | Асисти |
| ----- | -------- | ------ |
| 08/09 | ПАС      | 1      |
| 09/10 | ПАС      | 2      |
| 10/11 | Зоб Ахан | 1      |